# 十三行倉務員命案
十三行倉務員命案是指2018年12月16日，在廣東省廣州市十三行附近的一宗倉務員命案。

## 背景
黃姓死者為廣東惠來人，21歲，任職十三行路新中國大廈8樓一服裝檔的倉務員及搬運工。而被指牽涉其中的店東許靜，32歲，為黑龍江哈爾濱人，公開資料顯示其為2017年的亞洲小姐廣州賽區亞軍
，網傳傳單指是「欠工錢不還的『東北女』」。另一涉事店東榮哥（許的男友）被指是香港女星劉嘉玲廣州本色酒吧的股東，更傳有黑社會背景。事發前店內曾开除一名偷货的員工，懷疑對方誣陷其他店員參與其中，引起今次悲劇。

### 案發地點
死者墜樓前位於一德路晏公街36號大同商業大廈9樓（倉庫）陽台，而死亡記錄墜下地點為一德路488號。

## 經過
據其中一位被懷疑偷貨的林姓工友憶述，黃姓死者生前與其共三位員工，當日被店東、榮哥與打手一行六人分批，在倉庫內被質問及圍毆。據稱最先一人是在下午兩點多，在送貨後返回大同商業大廈北樓底下時被攔截押上倉庫，到3點10分左右，黃某接到店東電話前往案發地，林某則是在3點43分被店東用黃某手機微信聯絡而前去，等抵達時見到黃某面帶傷痕，正掩肚縮在牆角。林某後被打手帶到另一個陽臺被店東質問，否認偷盜後被對方圍毆。
而當天下午黃某的哥哥曾接到黃某手機多次聯繫，但未能接通，後黃某的哥哥就到事發倉庫外等待。5點17分，黃某的哥哥接到一位朋友電話告知見到死者墜樓。而其後黃某的哥哥在九樓等電梯期間，目擊到到兩名大漢、許靜及榮哥從事發陽臺走出。
下午5點左右，死者被發現倒臥大同坊對開路面，警方與救護員接報到場，證實其已死亡。目擊者稱，死者身體有多處瘀傷，懷疑生前曾被人毆打。警方初步調查，指是服裝店東許某因懷疑死者盜竊事發地大同坊9樓的倉庫內衣服（倉庫設在該），許某與其廣州籍男友劉某及另外4名男子到倉庫處找死者質問，死者期間從9樓陽臺處墜樓。經法醫初步勘驗，死者符合高墜死亡特徵。

## 後續
事發地點與涉及的服裝檔事後均被圍蔽，事發陽臺位處商廈9樓的一個死角，黃某的哥哥認為死者不會不小心失足從9樓陽臺墜落，因為當時重傷下死者是無法站立，是無法跨越陽臺高於一米五的欄河的，家屬等認為死者是在遭人圍毆後再被掟落樓而死。而警方只列之為一般墮樓案，數十名死者家屬於12月17日到當地派出所門外，拉起橫額抗議，促警方徹查事件，後警方再堅稱「死者被毆打並被扔下樓屬謠言」，但證實許姓東主及另外5名涉案人士被刑事拘留。而不少關注者直言不相信警方結論，促請警方徹查事件。

## 備註
1. ↑  出事地點本身在一德路的倉庫，不過檔口屬於十三行服裝批發市場範圍，此種模式在這一帶是商業常態